# تبهغلة عليا (مقاطعة إسلام آباد غرب)
تبهغلة عليا (بالفارسية: تپه‌گله علیا) هي قرية تقع في قسم حومة الشمالي الريفي (مقاطعة إسلام آباد غرب) في إيران. يقدر عدد سكانها بـ 281 نسمة .